# Churches
| Recensione      | Giudizio |
| --------------- | -------- |
| The Independent |          |

Churches è il sesto album in studio della cantautrice statunitense LP, pubblicato nel 2021. Si tratta di un album pop, con elementi synth pop, indie rock e country folk.

## Tracce
1. When We Touch – 2:52 (LP, Nate Campany, Mike Del Rio)
2. Goodbye – 3:46 (LP, Nate Campany, Mike Del Rio)
3. Everybody's Falling in Love – 3:55 (LP, Nate Campany, Mike Del Rio)
4. The One That You Love – 3:43 (LP, Nate Campany, Mike Del Rio)
5. Rainbow – 3:51 (LP, Nate Campany, Mike Del Rio)
6. One Last Time – 3:13 (Alex Feder, Mike Del Rio, LP)
7. My Body – 4:02 (LP, Nick Leng, Mike Del Rio)
8. Angels – 3:39 (LP, Nate Campany, Kyle Shearer, Mike Del Rio)
9. How Low Can You Go – 3:23 (LP, Nate Campany, Mike Del Rio)
10. Yes – 3:07 (LP, Lars Stolfer)
11. Conversation – 4:46 (LP, Nate Campany, Kyle Shearer)
12. Safe Here – 3:42 (LP, Dan Nigro)
13. Can't Let You Leave – 4:20 (LP, Isabella Summers, Mike Del Rio)
14. Churches – 3:13 (LP, Dan Wilson)
15. Poem – 1:16 (LP)

## Classifiche
| Classifica (2021) | Posizione massima |
| ----------------- | ----------------- |
| Belgio (Vallonia) | 54                |
| Francia           | 75                |
| Italia            | 88                |
| Polonia           | 39                |
| Repubblica Ceca   | 8                 |
| Svizzera          | 33                |